# Поселенный полк
Поселенный полк, Поселенные гусарские полки — поселенные гусарские формирования (гусарский полк) Русской императорской армии, на южных и восточных окраинах России, с задачами защищать пограничные края (страны, области) от набегов кочевников (крымских, перекопских).

## История
После подписания Прутского договора участились набеги войск крымских и ногайских орд в пределы России, царское правительство предприняло ряд новых мер по усилению обороноспособности южных границ государства. Царским указом от 24 февраля 1713 года предписывалось «для защиты от неприятеля» набрать в Киевской и Азовской губерниях по 3500 человек личного состава в каждой, для территориальных войск — ландмилиции, — и разместить их гарнизонами в шанцах вдоль южной границы. Данную ландмилицию предполагалось формировать из городовых стрельцов, городовых казаков, городовых пушкарей, драгун, солдат и отставных служивых людей (чинов) Русского войска, в возрасте от 15 до 30 лет. Однако выполнение указа затягивалось по различным причинам, и главе государства пришлось принимать некоторые меры, так, по мысли Петра Великого, для защиты населения Южной России, на Южных Украинах, были приглашены сербские военнослужащие на Русскую службу для поселения. Царь приказал из австро-венгерских сербов-выходцев и выходцев из Оттоманской империи формировать («охотою») гусарские полки, сохранив им то жалованье, которое они получали в вооружённых силах Австро-Венгрии и Порте.
Первый гусарский поселённый полк был сформирован в 1729 году (по другим данным в 1723 году) у местечка Тору; с 1759 году формировались ещё полки из сербов, греков, болгар, венгров, валахов, молдаван, грузинских князей и дворян, и других. (см. Поселения иностранцев в России).
К поселённым полкам относились гусарские полки (поселенные) — Хорвата, с 1751 года; Новосербский, с 1752 года; Прерадовича и Шевича, с 1754 года, в 1764 году они были сведены в Бахмутский гусарский полк.
После ликвидации вольницы Запорожской Сечи (1776 год) пограничное гусарское войско было значительно усилено запорожскими черкасами; в Азовской и Новороссийской губерниях сформировано по 9 новых полков, которые, вместе с пикинёрными полками, составили пограничное войско силой в 10 000 человек личного состава. Впоследствии они слились с местным населением Новороссийской губернии империи.
Также предполагалось, в проекте учреждения Новороссийской ландмилиции, сформирование поселённого уланского полка, вооружённого саблями и пиками. Такой конный полк был сформирован, но получил наименование Елисаветградского пикинёрного.

## Формирования
К поселённых полкам относились гусарские и пикинёрные:
- сербский[3], с 1741 года;
- грузинский[3], с 1741 года, в 1763 году в его состав влит Жёлтый;
- молдавский[3], с 1741 года;
- валахский[3], с 1760 года;
- венгерский[3], с 1741 года;
- македонский[4], с 1759 года, в 1761 году объединён с Болгарским в один — Македонский, полк упразднён в 1763 году;
- далматский[4];
- луганский[5];
- полтавский[5];
- донецкий, с 1764 года (из полков Прерадовича и Шевича);
- днепровский, с 1764 года (из полков Прерадовича и Шевича);
- елисаветградский, с 1764 года (из Новосербских рот — поселений);
- херсонский.